# Galerie J & A Leroy Frères

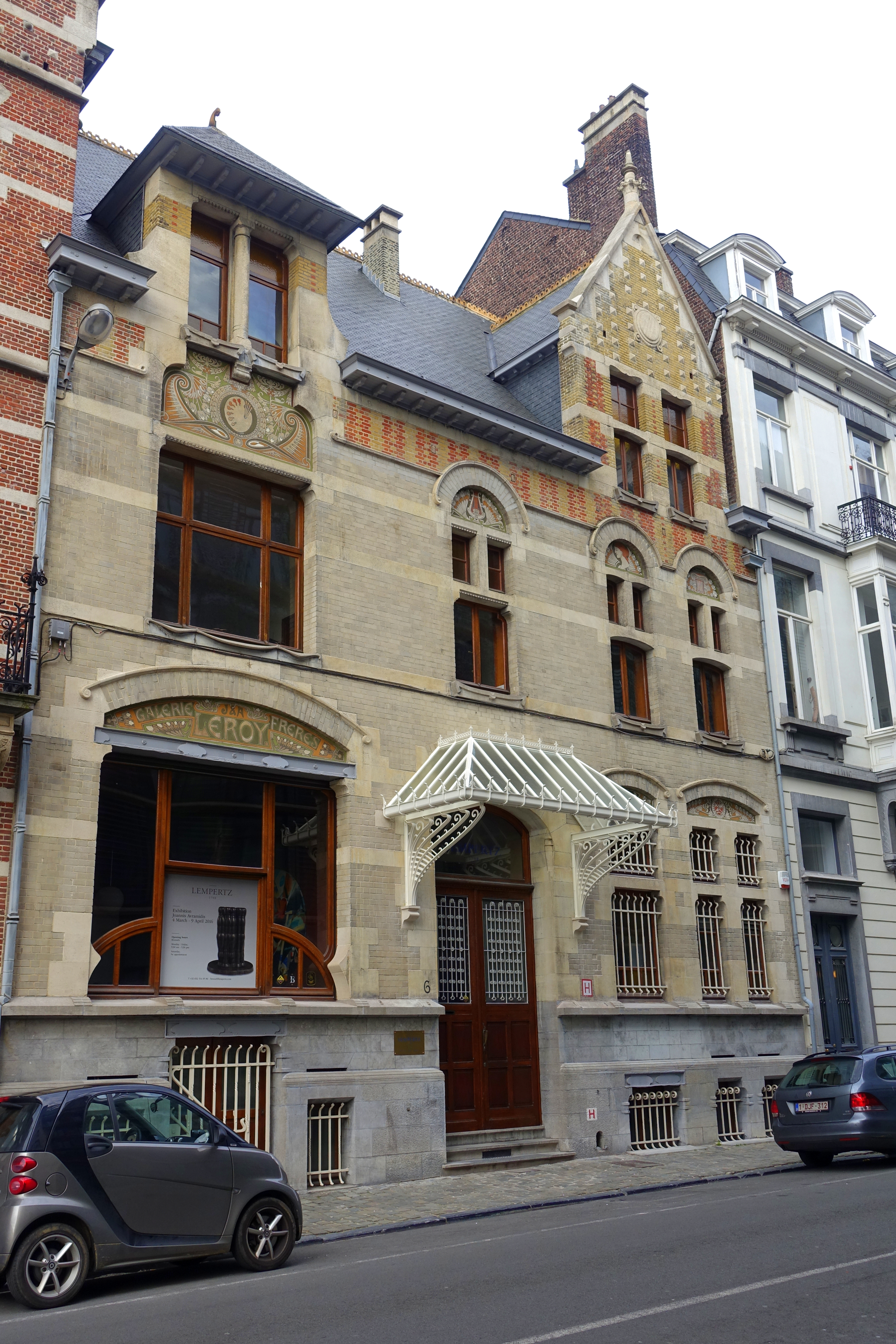
Het gebouw in 2016

De Galerie J & A Leroy Frères is een veilinghuis in de Brusselse Grotehertstraat, huisnummer 6. Het complex werd opgetrokken in 1900 naar een ontwerp van architect Jules Barbier (1865-1910). Deze tekende een anglicerend art-nouveaugebouw, waarop Adolphe Crespin een sgraffito aanbracht. In de veiligzaal van het huis zorgt een glazen lichtkoepel voor zenitaal licht.
In de galerij werd onder meer de Stocletnalatenschap geveild. Nadien raakte het huis in verval, tot het werd opgekocht door het Duitse veilinghuis Lempertz. Dit liet een volledige restauratie uitvoeren die voltooid werd in 2014. Op de dakverdieping kwam een uitbreiding door de Perzische architect Seyed Mohammad Oreyzi.
Het pand maakt deel uit van het Bouwkundig Erfgoed.